# Monténégro au Concours Eurovision de la chanson 2019
Le Monténégro est l'un des quarante et un pays participants du Concours Eurovision de la chanson 2019, qui se déroule à Tel-Aviv en Israël. Le pays est représenté par le groupe D mol et sa chanson Heaven sélectionnés va l'émission Montevizija 2019. Le Monténégro se classe à la 16e place lors de la demi-finale avec 46 points et ne se qualifie pas pour la finale.

## Sélection
Le diffuseur monténégrin RTCG a confirmé sa participation au Concours 2019 le 26 septembre 2018
Le diffuseur a par la suite lancé un appel à candidatures du 28 octobre au 28 novembre 2018. Au terme de cette période, le diffuseur a reçu 27 candidatures. Cinq de ces chansons sont ensuite sélectionnées pour participer à la sélection télévisée.
Les cinq finalistes ont été annoncés le 18 décembre 2018.
Dans un premier temps, un vote rassemblant un jury international, un jury radio, un jury d'experts musicaux nationaux et le télévote a lieu. Tous attribuent 1, 2, 3 et 5 points à leur quatre chansons préférées. Les deux chansons recevant le plus le point se qualifient pour la superfinale.
- Qualifiés
- Vainqueur

| Ordre | Artiste                  | Chanson         | Jurys | Jurys         | Jurys  | Télévote | Total | Place |
| Ordre | Artiste                  | Chanson         | Radio | International | Expert | Télévote | Total | Place |
| ----- | ------------------------ | --------------- | ----- | ------------- | ------ | -------- | ----- | ----- |
| 1     | D mol                    | Heaven          | 5     | 5             | 2      | 5        | 17    | 1     |
| 2     | Andrea Demirović         | Ja sam ti san   | 3     | 1             | 3      | –        | 7     | 3     |
| 3     | Monika Knezović          | Nepogrješivo    | –     | 2             | 1      | 1        | 4     | 5     |
| 4     | Ivana Popović-Martinović | Nevinost        | 1     | 3             | 5      | 3        | 12    | 2     |
| 5     | Nina Petković            | Uzmi ili ostavi | 2     | –             | –      | 2        | 4     | 4     |

| Ordre | Artiste                  | Chanson  | Télévote | Place |
| ----- | ------------------------ | -------- | -------- | ----- |
| 1     | D mol                    | Heaven   | 62 %     | 1     |
| 2     | Ivana Popović-Martinović | Nevinost | 38 %     | 2     |

Au terme de la soirée, le groupe D mol est désigné comme représentant du Monténégro à l'Eurovision 2019.

## À l'Eurovision
Lors du tirage au sort des demi-finales qui a lieu le 28 janvier 2019, le Monténégro est placé dans la première demi-finale. D mol interprète donc sa chanson lors de la première demi-finale qui a lieu le 14 mai 2019.  Le groupe passe en deuxième position dans l’ordre de passage et échoue à se qualifier pour la finale, se classant à la 16e place avec 46 points,.